# Bahnhof Berlin Hermannstraße
Der Bahnhof Berlin Hermannstraße ist ein Umsteigebahnhof der Berliner S- und U-Bahn im Ortsteil und Bezirk Neukölln. Der an der Ringbahn liegende Bahnhof umfasst außerdem zwei für den Güterverkehr von der Neukölln-Mittenwalder Eisenbahn genutzte Gleise. Er liegt an der Kreuzung der Ringbahn mit der Hermannstraße, rund einhundert Meter nördlich des Übergangs in den Britzer Damm.

## Ringbahnhöfe

### S-Bahnhof

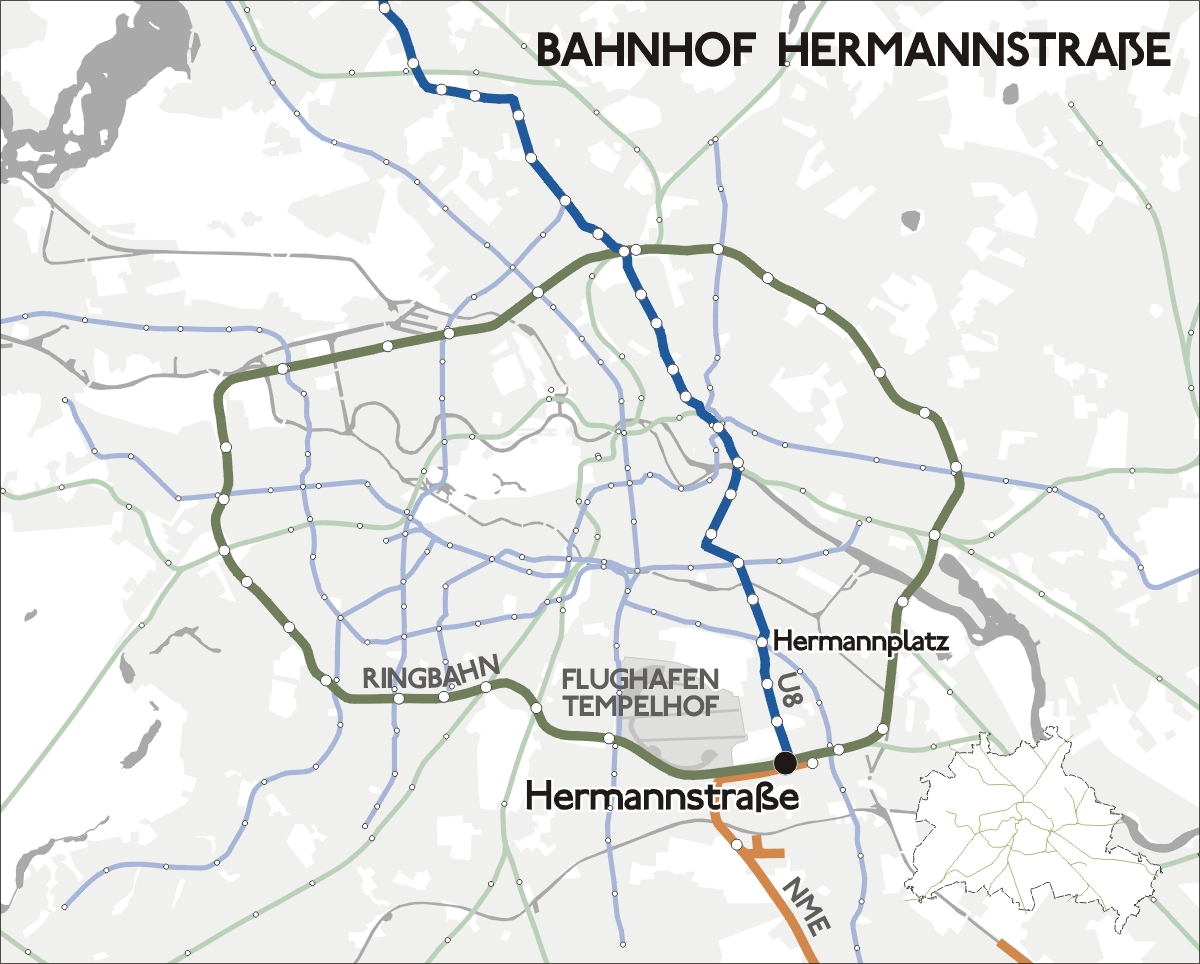
Lage des Bahnhofs Hermannstraße mit Markierung von Ringbahn, U-Bahn und Neukölln-Mittenwalder Eisenbahn

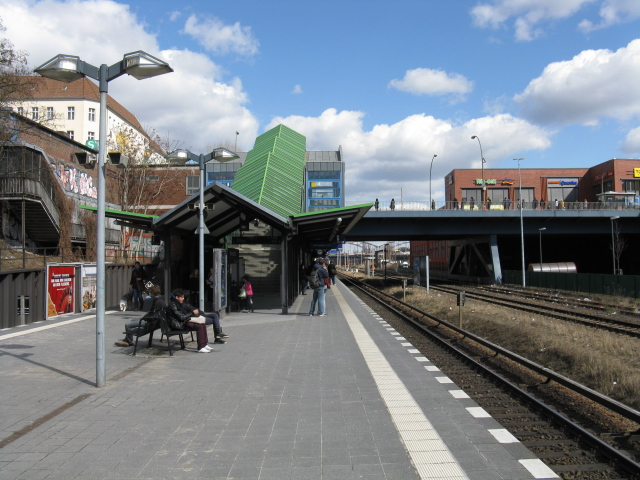
S-Bahnsteig

Am 15. November 1872 nahm die Stadt den ersten Teil der Ringbahn in Betrieb: Die Strecke führte von Moabit über Weißensee und das damalige Rixdorf nach Schöneberg. Am darauffolgenden 1. Januar fuhren die ersten Personenzüge auf der neuen Strecke. Vor allem während des viergleisigen Ausbaus zwischen 1887 und 1910 kamen weitere Haltepunkte an der Ringbahn hinzu, darunter auch der heutige Bahnhof an der Rixdorfer Hermannstraße.
Am 1. Februar 1899 war der Vorortbahnhof Hermannstraße fertiggestellt und wurde für fast 30 Jahre von dampfbetriebenen Zügen bedient. Ein Zugang zum Bahnhof war damals nur am Ostende, das heißt in Richtung Bahnhof Neukölln, möglich. Ein kleines, mit roten Ziegeln verblendetes Eingangshäuschen empfing die Fahrgäste. 1910 kam ein zweiter Eingang von der parallel zur Ringbahn verlaufenden Siegfriedstraße hinzu. In den darauffolgenden Jahren änderte sich relativ wenig an der Bahnhofsstruktur. Nach der von der Reichsregierung beschlossenen „Großen Elektrisierung“ sollten auch auf der Ringbahn die rot-gelben S-Bahn-Triebwagen fahren. Während die erste S-Bahn-Strecke nach Bernau bereits 1924 eröffnet wurde, dauerte es noch bis zum 6. November 1928, bis auch auf der Ringbahn der S-Bahn-Verkehr aufgenommen wurde.
Der Zweite Weltkrieg hatte weitreichende Folgen für das Bahnnetz der Reichshauptstadt. Während die Bahnhofsanlage selbst von alliierten Bombentreffern verschont blieb, kam es im Zuge des Endkampfes um Berlin zu schweren Beschädigungen des Eingangsgebäudes. Der Betrieb am Bahnhof Hermannstraße wurde im April 1945 eingestellt. Anschließend waren gelegentlich Dampfzüge auf der Strecke unterwegs, und bereits am 18. Juni 1945 fuhren wieder die ersten Regelzüge.
Die Auswirkungen der Berlin-Blockade auf den S-Bahn-Betrieb waren zunächst gering. Zwar wurden sektorenüberschreitende Strecken stillgelegt, der Betrieb der S-Bahn an sich lief aber weiterhin wie gewohnt ab. Weil die S-Bahn auch nach der Spaltung der Stadt von der Deutschen Reichsbahn betrieben wurde, war auch in dieser Zeit eine ausreichende Stromversorgung gegeben. Nach dem Mauerbau wurde der Betrieb der westlichen Ringbahn auf den Streckenabschnitt zwischen Gesundbrunnen und Sonnenallee beziehungsweise Köllnische Heide verkürzt. In den 1960er Jahren ließ die Reichsbahn das zerstörte Empfangsgebäude wieder aufbauen und eröffnete 1961 auch den Eingang zur Siegfriedstraße wieder. Bereits 1971 aber wurde das Empfangsgebäude abgerissen und durch einen schlichten Neubau im Stil der 1970er Jahre ersetzt. Der Zugang zur Siegfriedstraße wurde 1973 wieder geschlossen und im Oktober 1976 sogar abgerissen.
Infolge des Reichsbahnerstreiks im September 1980 wurde die Ringbahn-Strecke zum S-Bahnhof Hermannstraße stillgelegt und auch nach Übergabe der S-Bahn an die Berliner Verkehrsbetriebe (BVG) nicht wiederaufgenommen. Erst 1989, als die S-Bahn in West-Berlin zunehmend an Popularität gewonnen hatte, begannen die ersten Vorarbeiten zur Reaktivierung der Ringbahn, in deren Zuge auch der historische S-Bahnsteig originalgetreu saniert wurde. Es war geplant, zunächst eine Strecke von Westend nach Köllnische Heide zu befahren. Die fehlenden Abschnitte zur Sonnenallee und nach Gesundbrunnen sollten später folgen. Die politische Wende und die deutsche Wiedervereinigung machten diese S-Bahn-Planungen aber nichtig.
Der für 1992 geplante Start der Ringbahn verzögerte sich um ein Jahr. Die BVG verlängerte die Strecke im Südosten von Köllnischer Heide bis zum Bahnhof Baumschulenweg im Osten der Stadt. Der S-Bahnhof Hermannstraße wurde komplett umgebaut, der erst kürzlich hergerichtete S-Bahnsteig abgerissen und unter die Hermannbrücke gesetzt, sodass aktuell kaum noch Spuren der historischen Station vorhanden sind. Die beiden Empfangsgebäude, die beidseitig an der Brücke in die Hermannstraße münden, wurden mit Rolltreppen und Fahrstuhl ausgestattet und bekamen einen Anstrich mit zwei Farben: Blau und Grün. Diese Farbgebung in Anlehnung an die Farben der U- und S-Bahn sollte symbolisieren, dass hier ein wichtiger Knotenpunkt entstand, denn die U-Bahn unter der Hermannstraße sollte eine Verlängerung vom bisherigen Endpunkt U-Bahnhof Leinestraße bis zum S-Bahnhof Hermannstraße bekommen (s. u.).
Die feierliche Einweihung fand am 17. Dezember 1993 mit einer Parallelfahrt von zwei Zügen der Baureihe 485 statt. Seit diesem Zeitpunkt befahren zwei neue S-Bahn-Linien, die S45 vom Flughafen Schönefeld und die S46 von Königs Wusterhausen, den neuen Ring. Für die S-Bahnen, die aus südöstlicher Richtung kommen, wurde hinter dem Bahnhof Hermannstraße die zweigleisige Kehranlage wiederaufgebaut, um ein Wenden der vom Flughafen Schönefeld kommenden und hier endenden Züge zu ermöglichen.
Seit September 2014 erfolgt die Zugabfertigung durch den Triebfahrzeugführer mittels Führerraum-Monitor (ZAT-FM).
Die Deutsche Bahn kündigte 2018 den Einsatz atonaler Musik als Mittel defensiver Architektur gegen den Aufenthalt Obdachloser im Bahnhofsbereich an. Nach Protesten wurde die Maßnahme nicht umgesetzt.

### Bahnhof der Neukölln-Mittenwalder Eisenbahn

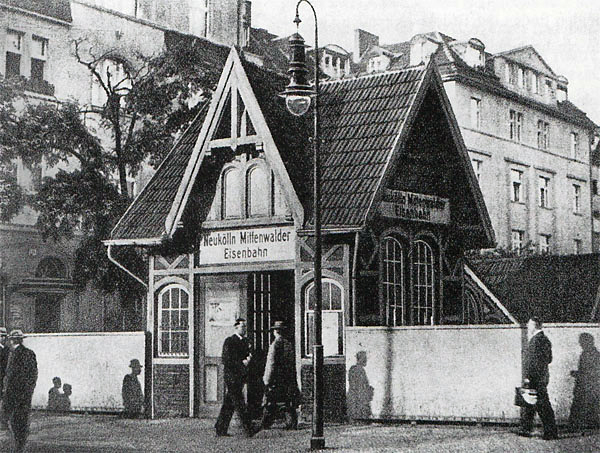
Empfangsgebäude um 1900

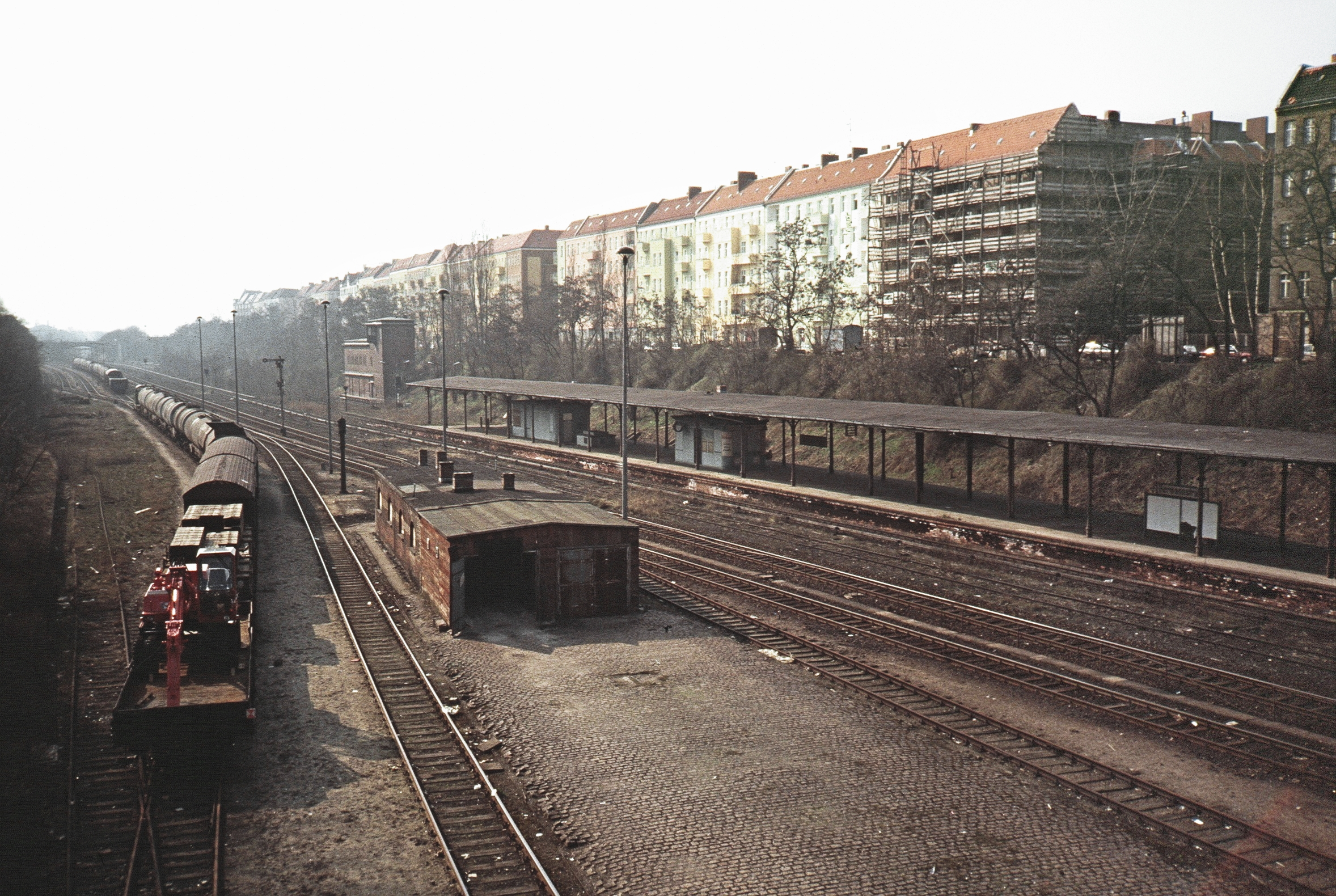
Güterbahnhof und stillgelegter S-Bahnsteig, ganz links am Bildrand der einstige Personenbahnsteig, im Vordergrund die Ladestraße der NME, 1988

Der Bahnhof Hermannstraße der Neukölln-Mittenwalder Eisenbahn (NME) geht auf Planungen zurück, die 1895 ihren Ursprung haben. Damals gab es erste Ideen, eine Kleinbahn-Verbindung zwischen dem Berliner Vorort Rixdorf und dem brandenburgischen Mittenwalde zu bauen, die am 23. Februar 1899 in die Gründung der Rixdorf-Mittenwalder Eisenbahn Aktiengesellschaft (RME) mündeten. Die Ingenieure der RME planten eine 27 Kilometer lange Strecke mit den neun Bahnhöfen Mittenwalde Nord, Brusendorf, Groß Kienitz, Selchow, Schönefeld, Rudow, Buckow, Britz und dem Endbahnhof Hermannstraße, der als Umsteigepunkt zwischen der Ringbahn der späteren Deutschen Reichsbahn und der RME fungieren sollte. Die Strecke von Mittenwalde nach Rixdorf konnte am 28. September 1900 eröffnet werden, und bereits vier Jahre später erfolgte eine Verlängerung von Mittenwalde Nord nach Schöneiche Plan. Die Umbenennung von Rixdorf zu Neukölln im Jahr 1912 fand ihren Niederschlag auch im Namen der Bahngesellschaft, die seit 1919 Neukölln-Mittenwalder Eisenbahn (NME) heißt. Der Personenbahnsteig der NME lag parallel zum Bahnsteig der Ringbahn, der Güterbahnhof westlich davon.
Die Neukölln-Mittenwalder Eisenbahn hatte insbesondere zu Kriegszeiten eine hohe Auslastung, die im Jahr 1942/1943 mit einer Güterbeförderung von über einer Million Tonnen sowie Fahrgastzahlen von gut drei Millionen ihren Höhepunkt erreichte.
Infolge der Berlin-Blockade wurde der NME-Verkehr über die Stadtgrenze hinaus dauerhaft unterbrochen. Der Personenverkehr wurde auf Berliner Gebiet 1955 eingestellt, es blieb der Gütertransport. Dieser hatte ab 1963 bis zu dessen Stilllegung 2003 für die Versorgung des Heizkraftwerks Rudow Bedeutung und ab 1997 zeitweise für die Bauschuttentsorgung der Großbaustelle Berlin zur Abdeckung der Deponie Groß-Ziethen. Weiterhin hatte der Güterbahnhof nach der politischen Wende für die Entsorgung des Haushaltsmülls eine wichtige Bedeutung, der von der BSR-Verladestation am Teltowkanal zum Güterbahnhof Hermannstraße gebracht wurde, wo die Müllcontainer von der DB Cargo für den weiteren Schienentransport übernommen wurden. Wegen einer Änderung im Abfallbeseitigungsgesetz (mehr Wiederverwertung statt Deponierung) ist ab 2008 auch der Müllverkehr rapide zurückgegangen. Als Konsequenz wurde der Güterbahnhof Hermannstraße von vier auf zwei Gleise zurückgebaut.

## U-Bahnhof

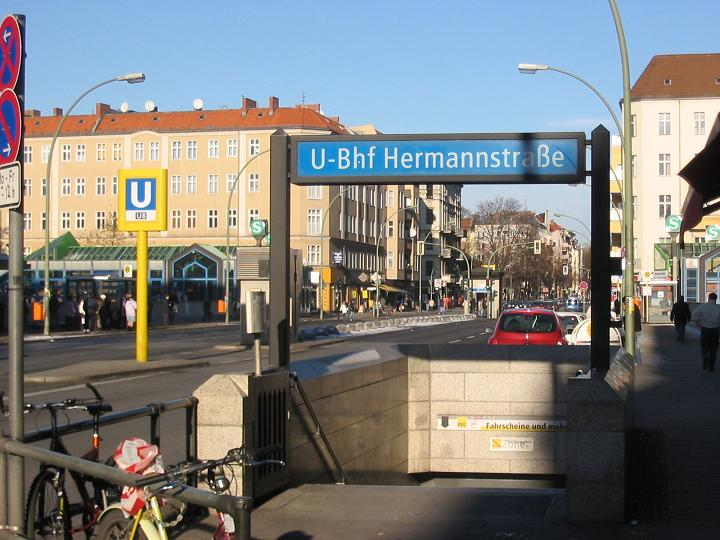
Eingang zum U-Bahnhof Hermannstraße

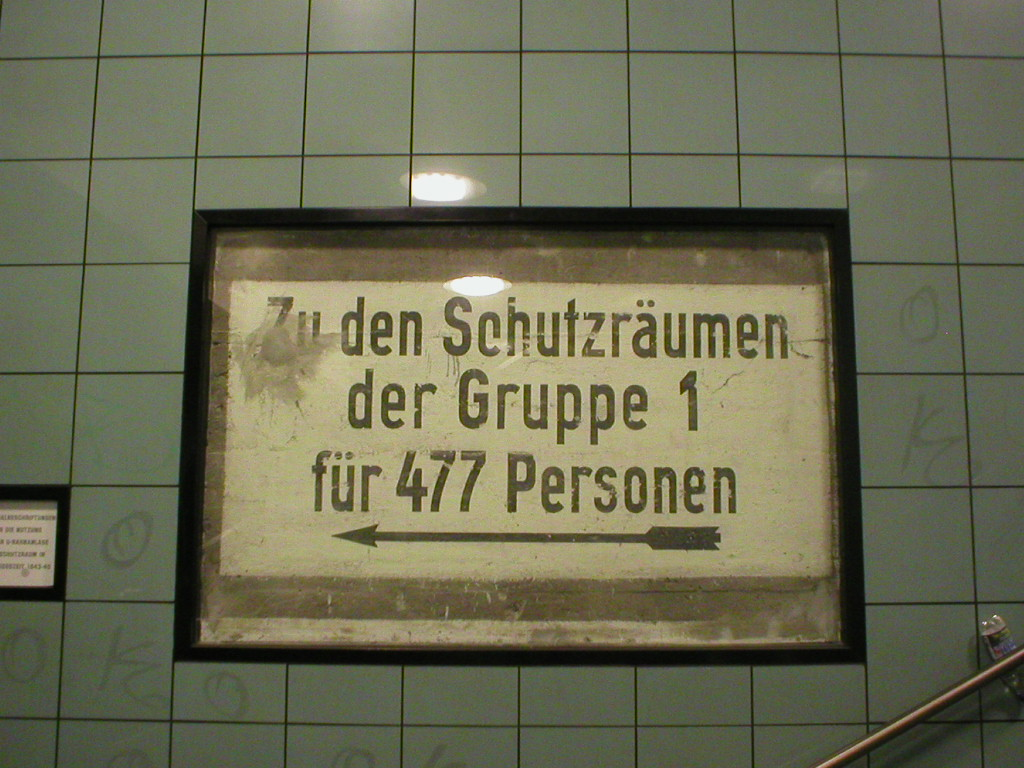
Während des Zweiten Weltkriegs wurde der Rohbau der Station Hermannstraße in einen Luftschutzbunker umgebaut. Einige Relikte sind noch heute zu sehen.

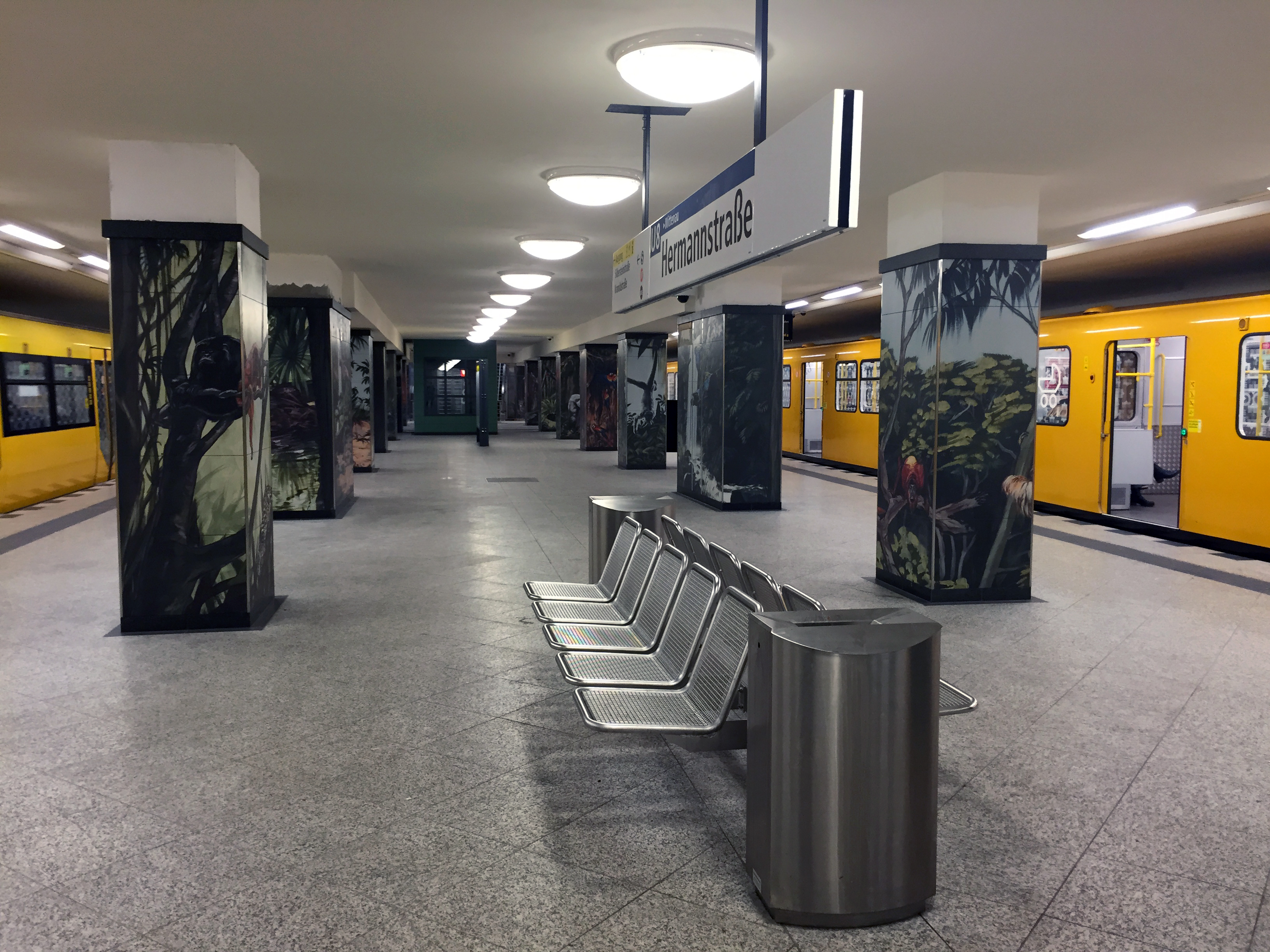
Säulen nach der Sanierung

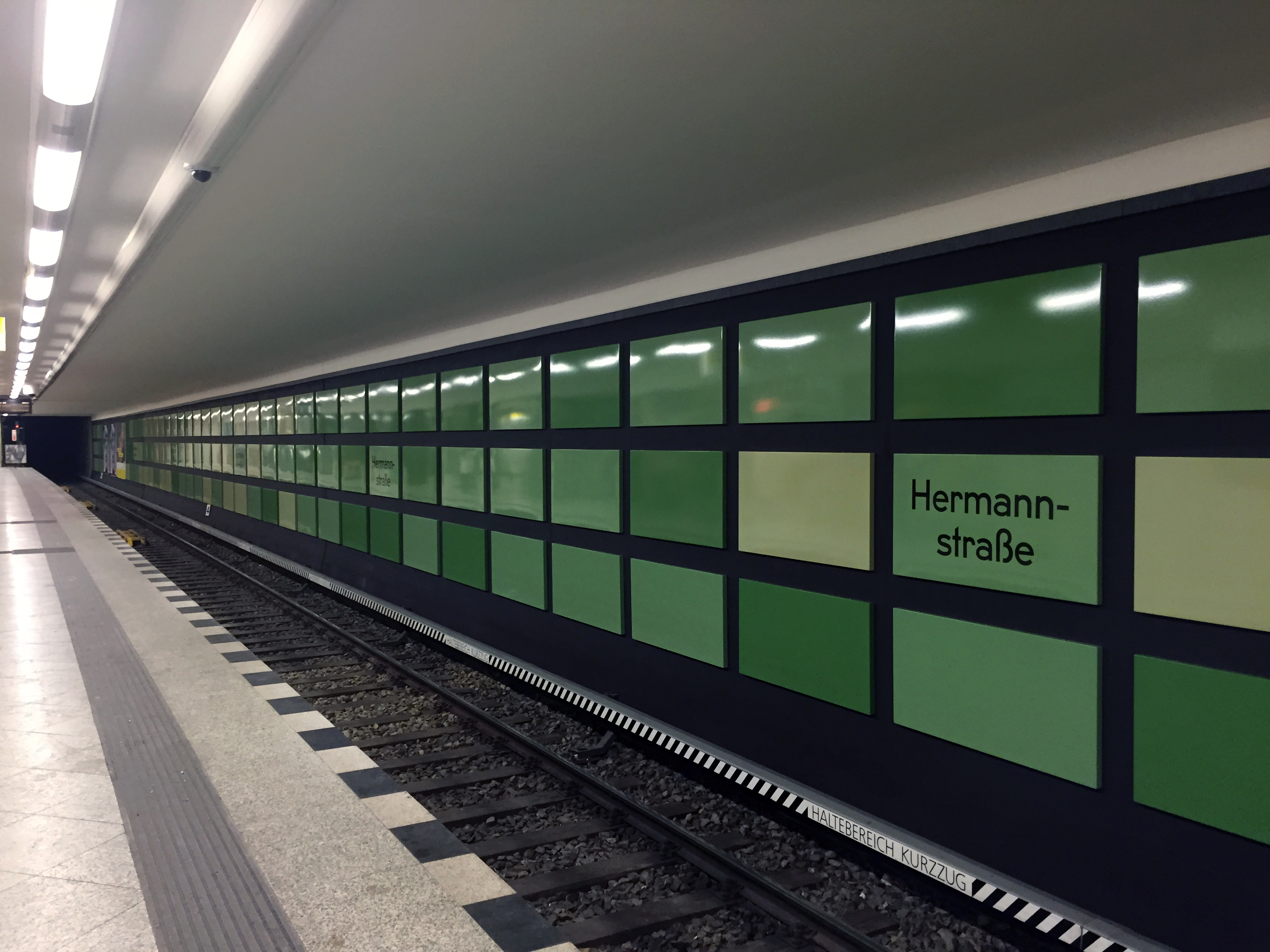
Wände nach der Sanierung

Im Jahr 1927 eröffnete die Stadt Berlin, zu der Neukölln seit sieben Jahren zählte, die erste Teilstrecke der damaligen U-Bahn-Linie D, heute: Linie U8, zwischen Schönlein- und Boddinstraße. Die Ausdehnung auf die Strecke Gesundbrunnen – Leinestraße erfolgte etappenweise in den folgenden drei Jahren. Baupläne für eine U-Bahn zum S-Bahnhof Hermannstraße gab es bereits seit 1910. 1929 begannen die ersten Arbeiten in Richtung Süden. Damals war die Fertigstellung für März 1930 geplant, doch die Wirtschaftskrise verhinderte die weitere Ausführung. 1931 stellte die Stadt Berlin als Bauherr die Arbeiten endgültig ein. Bis zu diesem Zeitpunkt waren der Tunnel zum Bahnhof Leinestraße und mit 23 Metern etwa ein Fünftel des zukünftigen Bahnsteigs fertiggestellt.
Die tiefe Lage aufgrund der Unterquerung der S-Bahn prädestinierte den noch im Rohbau befindlichen Bahnhof zunächst zum Ausbau als Luftschutzbunker. Dieses Vorhaben wurde im Jahr 1940 verwirklicht, und noch heute erinnern Relikte an den Bunker. Die Pläne zur Verlängerung der U-Bahn bis hin zur Ringbahn wurden hingegen nach 1961 wegen der Berliner Teilung vom Senat nicht weiterverfolgt, da eine Umsteigeverknüpfung mit der von der Deutschen Reichsbahn betriebenen S-Bahn nicht erwünscht war. Den bereits errichteten Tunnel benutzte die BVG als Abstellanlage für nicht mehr gebrauchte Züge.
Nach der deutschen Wiedervereinigung kam es zur Verwirklichung der alten Pläne mit der Zusammenführung von U- und S-Bahn am Bahnhof Hermannstraße. Die für den 17. Dezember 1993 vorgesehene Wiedereröffnung des S-Bahn-Rings setzte den Senat und die BVG unter Zeitdruck, denn die Bauarbeiten des U-Bahnhofs mussten vor der Wiedereröffnung des S-Bahn-Rings beginnen. Die Arbeiten umfassten die Sanierung des Altbautunnels und des schon vorhandenen Bahnsteigs, den Neubau des restlichen Bahnsteigs und die Errichtung einer 320 Meter langen Kehranlage. Außerdem waren Übergänge zum darüberliegenden S-Bahnsteig sowie mögliche Treppen zu einem geplanten Regionalbahnhof zu berücksichtigen.
Der U-Bahnhof wurde von Rainer G. Rümmler gestaltet, der zum letzten Mal vor seiner Pensionierung für einen U-Bahnhof verantwortlich zeichnete. Rümmler orientierte sich beim 168. Berliner U-Bahnhof weitgehend an den übrigen, von Alfred Grenander entworfenen Bahnhöfen der U8. Der Bahnhof ist als 110 Meter langer Mittelbahnsteig angelegt. Die Gestaltung des Bahnhofs mit türkisfarbenen Fliesen wurde ungewöhnlich sachlich gehalten. An verschiedenen Aussparungen der Fliesen erlaubten Glaseinsätze eine Sicht auf die historischen Hinweise auf den Bunker und erinnerten damit an die vorherige kriegsbedingte Nutzung des Bauwerks.
Mit der Eröffnung am 13. Juli 1996 war der 168. Berliner U-Bahnhof fertiggestellt. Nach gut 60-jährigem Baustopp konnte der U-Bahn-Anschluss an die Ringbahn und damit an das S-Bahn-Netz vollzogen werden.

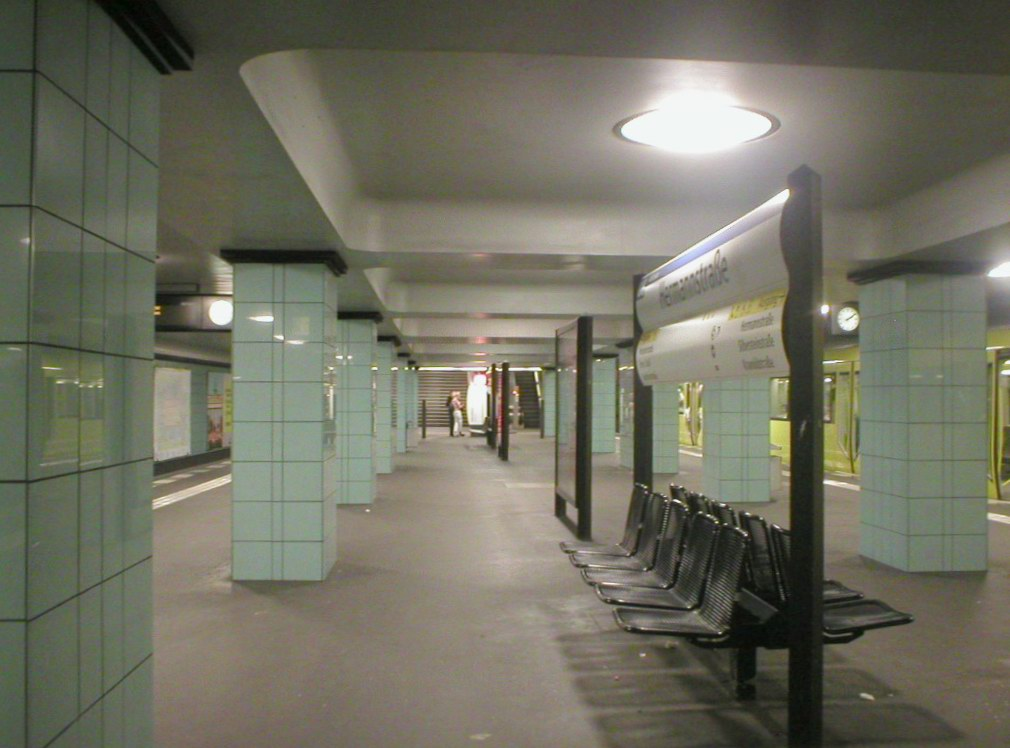
Bahnhof vor der Sanierung

Im Zuge kleinerer Umbauten erhielt der U-Bahnhof anschließend einen Aufzug zum Mittelstreifen der Hermannbrücke sowie im November 2008 den insgesamt fünften Treppenzugang auf östlicher Seite der Hermannbrücke, der eine direkte Verbindung zum dort errichteten Einkaufszentrum HermannQuartier herstellt. Der Bahnhof ist somit barrierefrei zugänglich.
Aufgrund von Baumängeln wie abfallenden Fliesen, bei denen minderwertiger Kleber verwendet bzw. die Fliesen zu schnell auf den Beton geklebt worden waren, und der Tatsache, dass die mit Graffiti verschmierten Fliesen nicht mehr zu reinigen waren, erfolgte ab dem 12. August 2013 eine Sanierung des Bahnhofs. Hierbei wurden die Fliesen des Bahnsteigs durch „vandalismusresistente“ Emailleplatten in verschiedenen Grüntönen ersetzt. Die Arbeiten am Bahnhof waren pünktlich zum 25. August 2014 abgeschlossen.
Der U-Bahnhof wurde unter dem Motto „Großstadtdschungel“ vom Berliner Illustrator Felix Scholz neugestaltet. Seither zieren Motive aus der Natur wie Wildtiere und Dschungelpflanzen die Stützen des Bahnhofs. Unter den Wildtieren wie Elefanten, Affen, Tapiren oder Leoparden sind auch seltene Arten wie der bengalische Plumplori oder auch das Rüsselhündchen.
Mit dem Ziel, die unübersichtlichen Ecken zu entfernen, wurden auch die Treppenführung und Raumaufteilung des Bahnhofs optimiert, um den Aufenthalt „ungebetener Gäste“ zu erschweren. Dabei erhielt der nördliche Eingang Fliesen in verschiedenen Grüntönen und in Weiß. Die türkisfarbenen Fliesen befinden sich seitdem nur noch im südlichen Eingang.
Insgesamt hat die Sanierung der drei Bahnhöfe der Linie U8 (Boddinstraße, Leinestraße und Hermannstraße) 13,5 Millionen Euro gekostet; rund 1,5 Millionen Euro davon entfielen auf den Bahnhof Hermannstraße.

## Anbindung
| Linie | Verlauf | Takt in der HVZ |
| ----- | --- | --------------- |
| ↻ ↺   | Gesundbrunnen – Schönhauser Allee – Prenzlauer Allee – Greifswalder Straße – Landsberger Allee – Storkower Straße – Frankfurter Allee – Ostkreuz – Treptower Park – Sonnenallee – Neukölln – Hermannstraße – Tempelhof – Südkreuz – Schöneberg – Innsbrucker Platz – Bundesplatz – Heidelberger Platz – Hohenzollerndamm – Halensee – Westkreuz – Messe Nord/ZOB – Westend – Jungfernheide – Beusselstraße – Westhafen – Wedding – Gesundbrunnen \|\| 05 min                           |                 |
|       | Südkreuz – Tempelhof – Hermannstraße – Neukölln – Köllnische Heide – Baumschulenweg – Schöneweide – Johannisthal – Adlershof – Altglienicke – Grünbergallee – Schönefeld (bei Berlin) – Waßmannsdorf – Flughafen BER \|\| 20 min |                 |
|       | Westend – Messe Nord/ZOB – Westkreuz – Halensee – Hohenzollerndamm – Heidelberger Platz – Bundesplatz – Innsbrucker Platz – Schöneberg – Südkreuz – Tempelhof – Hermannstraße – Neukölln – Köllnische Heide – Baumschulenweg – Schöneweide – Johannisthal – Adlershof – Grünau – Eichwalde – Zeuthen – Wildau – Königs Wusterhausen \|\| 20 min |                 |
|       | Hermannstraße – Neukölln – Köllnische Heide – Baumschulenweg – Schöneweide – Oberspree – Spindlersfeld \|\| 20 min |                 |
|       | Wittenau (Wilhelmsruher Damm) – Rathaus Reinickendorf – Karl-Bonhoeffer-Nervenklinik – Lindauer Allee – Paracelsus-Bad – Residenzstraße – Franz-Neumann-Platz (Am Schäfersee) – Osloer Straße – Pankstraße – Gesundbrunnen – Voltastraße – Bernauer Straße – Rosenthaler Platz – Weinmeisterstraße – Alexanderplatz – Jannowitzbrücke – Heinrich-Heine-Straße – Moritzplatz – Kottbusser Tor – Schönleinstraße – Hermannplatz – Boddinstraße – Leinestraße – Hermannstraße \|\| 05 min |                 |

Neben den Linien S41, S42, S45, S46, S47 und U8 wird der Bahnhof von mehreren Omnibuslinien der BVG bedient, darunter von der Metrobuslinie M44.

## Sonstiges
Bekanntheit erlangte der Personenbahnhof Hermannstraße der NME durch den Umstand, dass Wilhelm Voigt, bekannt als der Hauptmann von Köpenick, dort seinen Säbel zurückließ, bevor er von dort zum Tempelhofer Feld lief und dort seine Uniform ablegte.